# Cyrtonus pardoi
Cyrtonus pardoi é uma espécie de artrópode pertencente à família Chrysomelidae.